# Zehneria perrieri
Zehneria perrieri är en gurkväxtart som beskrevs av Keraudr. Zehneria perrieri ingår i släktet Zehneria och familjen gurkväxter.

## Underarter
Arten delas in i följande underarter:
- Z. p. parvula
- Z. p. tsaratanaensis